# 横堤 (大阪市)
横堤（よこづつみ）は、大阪府大阪市鶴見区にある町名。現行行政地名は横堤一丁目から横堤五丁目。

## 地理
鶴見区の中央部に位置し、東に諸口、西に鶴見、川を挟んで南に今津北、北に守口市と接している。

### 河川
- 寝屋川

## 世帯数と人口
2019年（令和元年）9月30日現在の世帯数と人口は以下の通りである。
| 丁目       | 世帯数    | 人口     |
| ---------- | --------- | -------- |
| 横堤一丁目 | 1,310世帯 | 2,718人  |
| 横堤二丁目 | 2,136世帯 | 5,250人  |
| 横堤三丁目 | 1,329世帯 | 2,839人  |
| 横堤四丁目 | 1,741世帯 | 3,905人  |
| 横堤五丁目 | 1,132世帯 | 2,393人  |
| 計         | 7,648世帯 | 17,105人 |

### 人口の変遷
国勢調査による人口の推移。
| 1995年（平成7年）  | 13,529人 | [ 5 ] |  |
| 2000年（平成12年） | 14,283人 | [ 6 ] |  |
| 2005年（平成17年） | 16,287人 | [ 7 ] |  |
| 2010年（平成22年） | 15,858人 | [ 8 ] |  |
| 2015年（平成27年） | 16,638人 | [ 9 ] |  |

### 世帯数の変遷
国勢調査による世帯数の推移。
| 1995年（平成7年）  | 4,996世帯 | [ 5 ] |  |
| 2000年（平成12年） | 5,546世帯 | [ 6 ] |  |
| 2005年（平成17年） | 6,438世帯 | [ 7 ] |  |
| 2010年（平成22年） | 6,357世帯 | [ 8 ] |  |
| 2015年（平成27年） | 6,885世帯 | [ 9 ] |  |

## 学区
市立小・中学校に通う場合、学区は以下の通りとなる。なお、小学校・中学校入学時に学校選択制度を導入しており、通学区域以外に鶴見区にある小学校・中学校から選択することも可能。
| 丁目       | 番   | 小学校               | 中学校             |
| ---------- | ---- | -------------------- | ------------------ |
| 横堤一丁目 | 全域 | 大阪市立横堤小学校   | 大阪市立横堤中学校 |
| 横堤二丁目 | 全域 | 大阪市立横堤小学校   | 大阪市立横堤中学校 |
| 横堤三丁目 | 全域 | 大阪市立横堤小学校   | 大阪市立横堤中学校 |
| 横堤四丁目 | 全域 | 大阪市立茨田西小学校 | 大阪市立茨田中学校 |
| 横堤五丁目 | 全域 | 大阪市立茨田西小学校 | 大阪市立茨田中学校 |

## 事業所
2016年（平成28年）現在の経済センサス調査による事業所数と従業員数は以下の通りである。
| 丁目       | 事業所数  | 従業員数 |
| ---------- | --------- | -------- |
| 横堤一丁目 | 92事業所  | 527人    |
| 横堤二丁目 | 103事業所 | 420人    |
| 横堤三丁目 | 93事業所  | 1,085人  |
| 横堤四丁目 | 109事業所 | 1,115人  |
| 横堤五丁目 | 84事業所  | 1,231人  |
| 計         | 481事業所 | 4,378人  |

## 交通

### 鉄道
- 大阪市高速電気軌道
  - 長堀鶴見緑地線 横堤駅

### 道路
- 大阪府道8号大阪生駒線

## 施設
- 大阪市鶴見区役所
- 大阪市鶴見区民センター
- 大阪市立鶴見図書館
- 大阪市消防局 鶴見消防署
- 大阪市立横堤中学校
- 大阪市立横堤小学校
- 大阪市立茨田西小学校
- 鶴見横堤郵便局
- 横堤八幡宮
- 五ツ木書房
- おおさかパルコープ つるみ店
- ライフ 横堤店
- 業務スーパー 鶴見緑地店
- サンディ 横堤店

## その他

### 日本郵便
- 〒538-0052[3]（集配局：大阪城東郵便局[13]）